# Сан Пјетро Белведере (Пиза)
Сан Пјетро Белведере је насеље у Италији у округу Пиза, региону Тоскана.
Према процени из 2011. у насељу је живело 1504 становника. Насеље се налази на надморској висини од 130 м.